# Ludwig Peyerl
Ludwig G. Peyerl (* 10. November 1933 in Ingolstadt; † 18. November 2000) war ein deutscher Diplom-Kaufmann.

## Leben
Nachdem Peyerl 1954 das Abitur an einem humanistischen Gymnasium in Ingolstadt ablegte, studierte er Betriebswirtschaftslehre an der Universität München, machte mehrere Bankpraktika und studierte auch im Ausland. Ab 1960 arbeitete er bei der Dresdner Bank, zunächst in München, später in Ingolstadt. 1964 wechselte er zur EDEKA, bei der er geschäftsführendes Vorstandsmitglied des Großhandels Ingolstadt, Geschäftsführer der Handelsgesellschaft Mittelbayern, Vorsitzender des
Verbandsausschusses des Verbands kaufmännischer Genossenschaften in Hamburg und Vorsitzender des Aufsichtsrats der EDEKA-Gruppe war, bis er 1995 in den Ruhestand ging. 1996 wurde er bei den genossenschaftlichen Großhandels- und Dienstleistungsunternehmen Vorsitzender des Vorstandes des Landesverbands Bayern. Von 1982 bis zur Auflösung 1999 war er Mitglied des Bayerischen Senats, er gehörte in dieser Funktion zudem dem Beirat beim Landesamt für Datenverarbeitung und dem Rundfunkrat an.

## Ehrungen
- Bundesverdienstkreuz am Bande
- Bayerischer Verdienstorden
- Bayerische Verfassungsmedaille